# Фјодор Литке
Фјодор Петрович Литке (рус. Фёдор Петро́вич Ли́тке, Санкт Петербург, 28. септембар 1797 — Санкт Петербург, 20. август 1882) био је истакнути руски географ, морепловац и истраживач Арктика. По војном чину генерал-ађутант, а од 1855. и адмирал, по титули гроф. У периоду 1864—1882. деловао је на месту председника Руске академије наука.
Литке је био један од најважнијих иницијатора оснивања Руског империјалног географског друштва 1845. године, где је пуних двадесет година провео на месту потпредседника. Од 1899. године Руско географско друштво најбољим руским научницима на пољима математичке и физичке географије додељује Златне медаље грофа Литкеа.